# فرانسیسکو خاویر گارسیا پیمینتا
فرانسیسکو خاویر گارسیا پیمینتا (انگلیسی: Francisco Javier García Pimienta؛ زادهٔ ۳ اوت ۱۹۷۴) معروف به گارسیا پیمینتا، مربی فوتبال و بازیکن سابق فوتبال اسپانیایی است.
گارسیا پیمینتا، وینگر چپ، اولین بازی خود را در تیم بزرگسالان بارسلونا C انجام داد.
وی همچنین در تیم ملی فوتبال زیر ۱۶ سال اسپانیا بازی کرده‌است.